# كأس الأبطال الفرنسي 2006
كأس الأبطال الفرنسي 2006 (بالفرنسية: 2006 Trophée des Champions)‏ مباراة جمعت بين باريس سان جيرمان و‌ليون في 30 يوليو 2006 على ملعب جيرلان في مدينة ليون، وفاز بها باريس سان جيرمان بركلات الترجيح 5–4 بعد التعادل 1–1 في الأشواط الأصلية.